# St Stephen's Green
St Stephen's Green (irsk: Faiche Stiabhna) er en park i centrum af Dublin, Irland. Den kaldes ofte Stephen's Green. Den nuværende udlægning af parken er designet af William Sheppard. Den blev officielt genåbnet for offentligheden d. 27. juli 1880 af Lord Ardilaun. Parken ligger op til en af Dublins primære handelsgader, Grafton Street, og indkøbscenter, der er navngivet efter parken, og de omkringliggende gader indeholder kontorer fra flere officielle myndigheder. Det er også et stop på byens Luas-sporvognslinje.
Parken dækker på 8,9 ha, og det er den største af Dublins georgianske parker, der også inkluderer de nærliggende Merrion Square og Fitzwilliam Square.
Parken er rektangulær og er omgivet af veje, der tidligere har dannet en af byens store færdselsåre, selvom ændringer i trafikken implementeret i 2004 har reduceret dette kraftigt. De fire omkringliggende veje hedder St Stephen's Green North, St Stephen's Green South, St Stephen's Green East og St Stephen's Green West.